# Thutmosis II.
Thutmosis II. war ein altägyptischer König (Pharao) der 18. Dynastie (Neues Reich) und regierte von etwa 1492 bis 1479 v. Chr. (nach Wolfgang Helck: 1470–1467, nach Rolf Krauss: 1482–1479 v. Chr.).

## Familie
- Vater: Thutmosis I.
- Mutter: Mutnofret, eine Nebenfrau
- Ehefrauen: Hatschepsut, Isis, Mutnofret
- Brüder: Amunmose, Wadjmes
- Schwestern: Hatschepsut (Halbschwester), Nofrubiti
- Kinder: Mit Hatschepsut zwei Töchter, von denen nur Neferu-Re namentlich bekannt ist; die andere Tochter verstarb früh. Mit Isis den gleichnamigen Sohn und späteren Thutmosis III.

## Herrschaft
Da seine älteren Brüder Amunmose und Wadj-mes früh verstarben, folgte Thutmosis seinem Vater auf den Thron. Zur Festigung seiner Position wurde Thutmosis II. mit seiner Halbschwester Hatschepsut, der älteren Tochter von Thutmosis I. und Königin Ahmose, verheiratet.
Am 15. Achet II (29. September) 1492 v. Chr. feierte Thutmosis II. seinen Tag der Krönung. Die Regentschaft für den sehr jungen König führte zunächst seine Stiefmutter, Königin Ahmose. Die Länge seiner Regierungszeit ist weiterhin unsicher, da es keine genauen Angaben dazu gibt. Die einzigen belegten Daten stammen aus den ersten beiden Regierungsjahren. Höhere Angaben, wie sie zum Beispiel auf einem Statuenbruchstück zu finden sind (18 Jahre) oder nach Manetho 13 Jahre, sind nicht gesichert.
Über die Länge der Regentschaft Thutmosis II. streiten die Gelehrten noch heute. Manetho gab ihm 13 Jahre, und auch Jürgen von Beckerath setzt diese Zeit an. E.F. Wente gibt ihm sogar 15 Jahre. Im Gegensatz dazu stehen Hornung, W. Helck und Krauss, die vermuten bzw. vermuteten, dass er nur 3 bis 4 Jahre regiert hat. Die These über eine recht kurze Regierungsdauer wird durch die recht geringe Anzahl der Denkmäler des Königs gestützt.

### Feldzüge
Thutmosis II. übernahm von seinem Vater ein Reich, das zu dieser Zeit die größte territoriale Ausdehnung in seiner Geschichte besaß. Im ersten Regierungsjahr des Thutmosis II. rebellierten die fünf nubischen Fürstentümer, die Thutmosis I. eingerichtet hatte. Thutmosis II. hatte am Feldzug nicht persönlich teilgenommen. Anlass hierfür soll der Tod Thutmosis I. gewesen sein, den ein nubischer Fürst für die Rebellion nutzte. Auf einer Stele, die zwischen Assuan und Philae stand, berichtete Thutmosis II. von der Niederschlagung der Revolte:

„9. Achet II: Ich wurde wütend wie ein Panther. Da warf das Heer seiner Majestät jene Barbaren nieder. Nun ließen die Soldaten nicht einen von ihren Männern leben, ganz wie seine Majestät es befohlen hatte. Mit Ausnahme eines von diesen Kindern des Fürsten des elenden Kusch, der lebend hergebracht wurde als Gefangener mit ihren Angehörigen zu dem Ort, wo seine Majestät verweilte, und der unter die Füße des guten Gottes gelegt wurde.“

Thutmosis II. ließ kurze Zeit später an seinem Krönungstag des 15. Achet II ein Siegesdenkmal am dritten Katarakt in der Nähe von Kerma aufstellen. Dieser besondere Tag stellte zugleich das Beginndatum des späteren Opet-Festes dar. Thutmosis III. stiftete aus Verehrung seines Vaters das Opet-Fest als gleichnamiges Fest des Amun  in Elephantine, das dort später ebenfalls zeitgleich am Abend des 14. Achet II. begann.
Eine Darstellung und Inschrift aus dem Totentempel der Hatschepsut in Deir el-Bahari über eine gelegentlich vermutete Militäraktion bis nach Naharina (Syrien) ist zweifelhaft. Auch in Palästina kam es zu Kämpfen, die aber der Sicherung der Kupferminen im Sinai dienten. Berichtet wird hierüber im Lebensbericht des Ahmose Pen-Nechbet, der darin sehr viele Gefangene erwähnt und seine Belobigung durch den König.

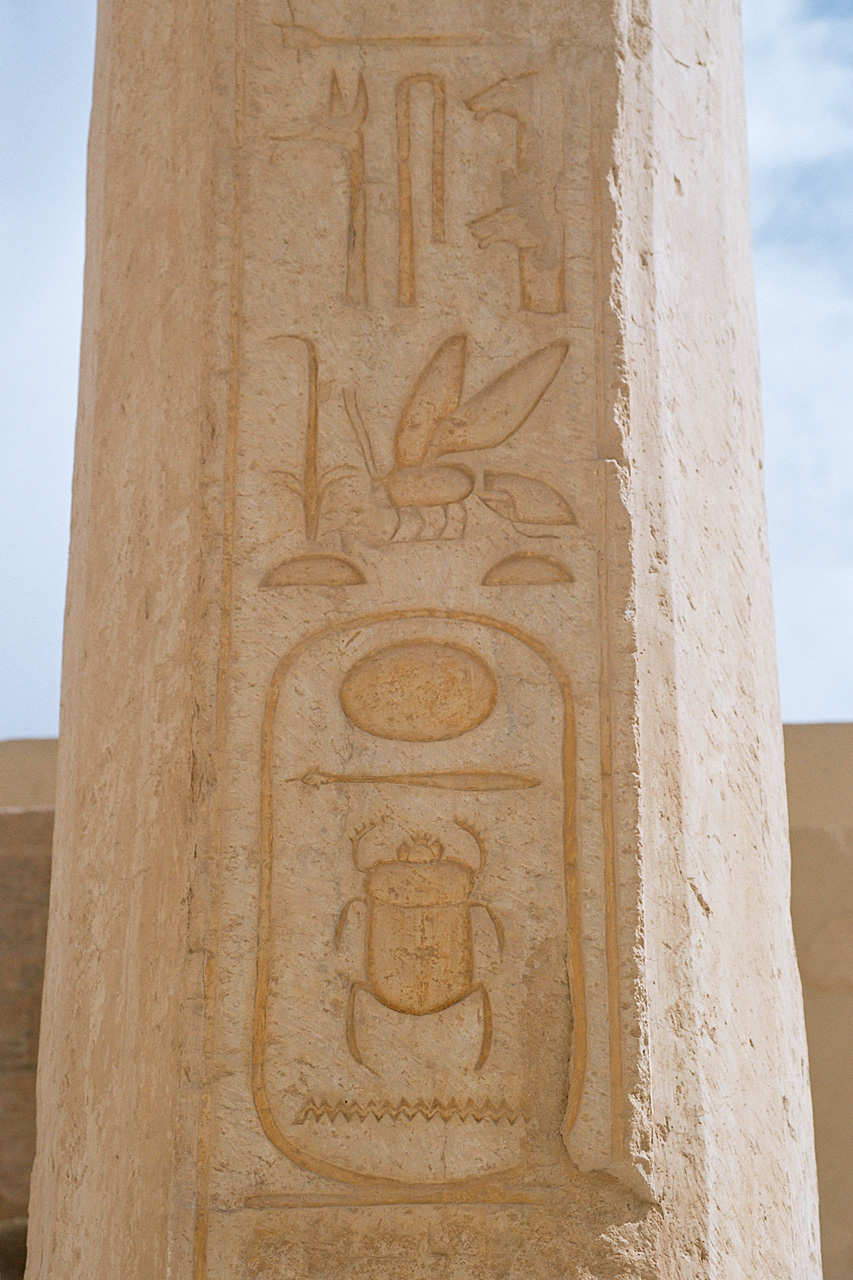
Thronname von Thutmosis II., Tempel von Hatschepsut, Luxor

### Innenpolitik
Als Wesire sind ein Ahmose Pennechbet und A-cheper-Re-seneb bekannt, Vizekönig von Kusch war Seni, der bereits unter seinem Vater im Amt war.

### Bautätigkeit und Denkmäler
Nachweise für eine Bautätigkeit von Thutmosis II. sind nur in geringer Zahl vorhanden und konzentrieren sich auf Karnak und Theben-West. So errichtete er in Karnak vor dem 4. Pylon einen Festhof mit Torbau, eine Kapelle und zwei Kolossalstatuen vor dem 8. Pylon. Sein Totentempel in Korna wurde erst durch Thutmosis III. vollendet. Reste zweier Obelisken fand man in Tod, andere Inschriften in Semna/Kumme, Buhen, Elkab und Koptos.
Es fanden sich zwei Statuen des Königs, die ihn an einem Tempel in Elephantine im Sedfestgewand zeigen und die von seiner Großen königlichen Gemahlin Hatschepsut gestiftet wurden. Auch in ihrem Totentempel in Deir el-Bahari ist Thutmosis II. dargestellt.
Sein Totentempel befand sich nordwestlich von Medinet Habu und ist heute völlig zerstört. Dieser wurde 1926 von dem französischen Archäologen Bernard Bruyère gefunden und trug den Namen „Haus des Lebens“.

### Grab
Ein Grab konnte ihm lange Zeit nicht eindeutig zugeordnet werden. Nach älterer Meinung kam KV42 im Tal der Könige in Betracht, wohingegen dies etwa von Nicholas Reeves angezweifelt wurde. Im Februar 2025 wurde offiziell bestätigt, dass das bereits 2022 entdeckte Grab C4 tatsächlich die letzte Ruhestätte des Pharaos ist. Das Grab liegt nahe am Tal der Könige, datiert in die frühe 18. Dynastie und weist einige Elemente auf, die typisch für Königsgräber sind. Entscheidend für die Identifizierung waren Inschriften auf Fragmenten von Alabastergefäßen, die Thutmosis II. als „verstorbenen König“ nannten und auch seine Frau Hatschepsut erwähnten. Häufig wurde berichtet, es sei der erste Fund eines Königsgrabes in Ägypten seit der Entdeckung des Grabes Tutanchamuns im Jahr 1922 durch Howard Carter und das letzte verschollene Grab der Könige der 18. Dynastie. Tatsächlich wurden seitdem andere Königsgräber entdeckt (beispielsweise das Grab Psusennes I. im Jahr 1940), die Lage anderer Gräber, wie das von Amenophis I., ist weiterhin ungeklärt.

## Tod und Nachfolge

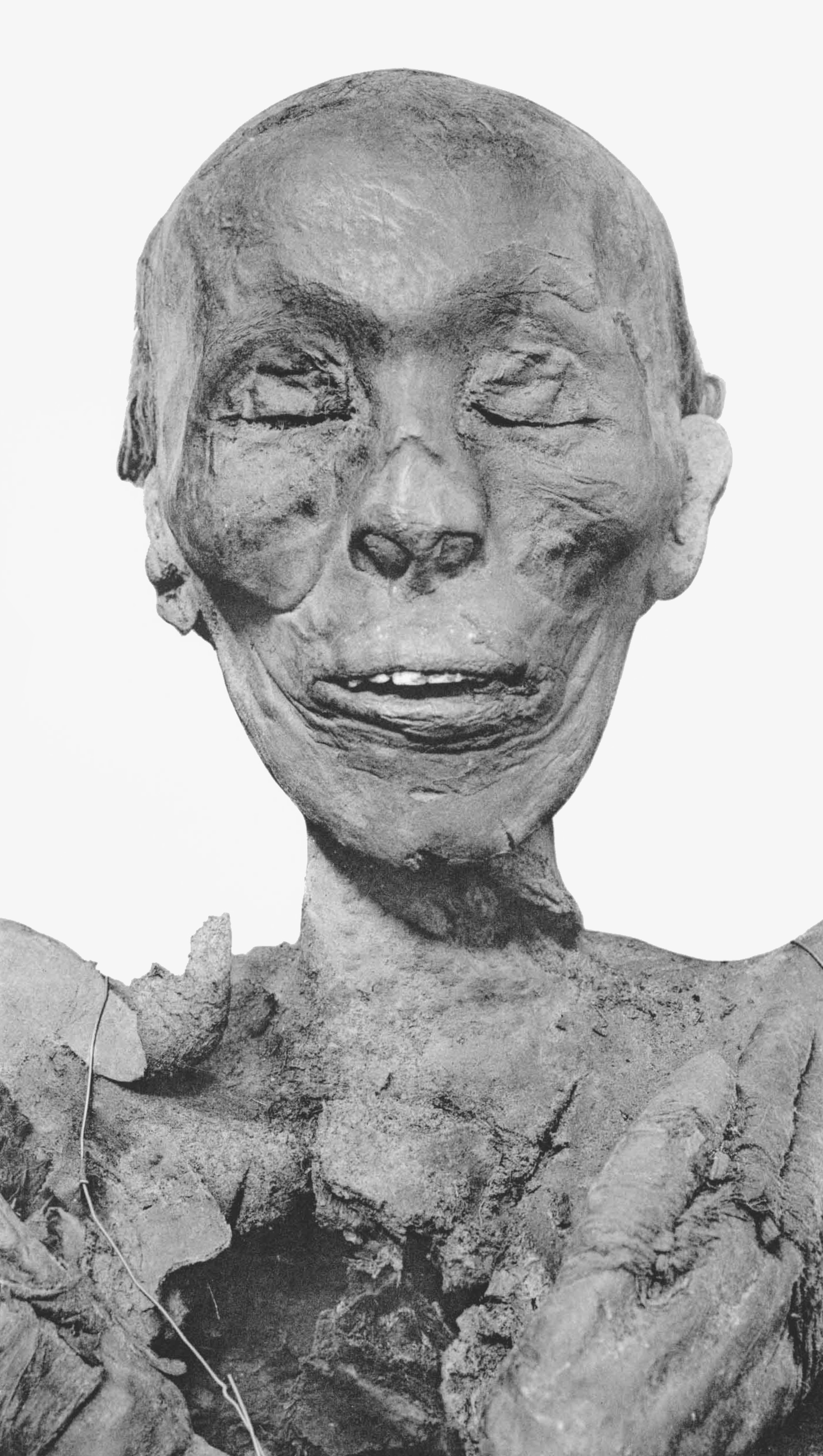
Kopf der Mumie von Thutmosis II. (Ägyptisches Museum Kairo, CG 61066)

Am 3. Schemu I 1479 v. Chr. starb Thutmosis II.; seine Mumie (evtl. verwechselt mit der von Thutmosis I.) fand man in der Cachette von Deir el-Bahari. Der englische Anatom Grafton Elliot Smith untersuchte die Mumie Thutmosis II. und schloss auf ein Alter von 20 bis 30 Jahren. Er war von zarter Statur, etwa 1,60 Meter groß und hatte eine markante, hervortretende Nase. Welche Krankheit schließlich zu seinem Tod führte, konnte nicht festgestellt werden. Sein Grab im Tal der Könige blieb unvollendet und weist keinerlei Inschriften auf.
Am Hof herrschte Uneinigkeit, wer der Nachfolger des kranken Pharaos werden sollte. Eine Gruppe sah Hatschepsut als rechtmäßige Nachfolgerin, weil sie die legitime Erbin sei. Viele Berater setzten sich für einen männlichen Nachfolger ein. Schließlich wurde das Orakel des Amun zur Thronfolge befragt. Die Priester Amuns bestimmten dazu den jungen Prinzen, so dass nach dem Tod von Thutmosis II. der erst siebenjährige Thutmosis, Sohn der Isis, am 4. Schemu I 1479 v. Chr. den Thron bestieg. Bevor er als Thutmosis III. das ägyptische Reich regieren konnte, herrschte jedoch seine Stiefmutter Hatschepsut als Regentin und Pharaonin.